# Симонова, Сирануш Александровна
Сирануш Александровна Симонова (арм. Սիրանուշ Ալեքսանդրի Սիմոնովա, азерб. Siranuş Aleksandrovna Simonova; 5 января 1913, Казахский уезд — ?) — советский азербайджанский виноградарь, Герой Социалистического Труда (1949).

## Биография
Родилась 5 января 1913 года в селе Лалакенд Казахского уезда Елизаевтпольской губернии (ныне село Вазашен Тавушской области Армении).
В 1932—1968 годах — колхозница, звеньевая колхоза имени Ленина, бригадир виноградарей совхоза имени Самеда Вургуна Казахского района. В 1948 году получила урожай винограда 161,7 центнер с гектара на площади 8,6 гектаров.
Указом Президиума Верховного Совета СССР от 21 июля 1949 года за получение высоких урожаев винограда в 1948 году Симоновой Сирануш Александровне присвоено звание Героя Социалистического Труда с вручением ордена Ленина и золотой медали «Серп и Молот».
Активно участвовала в общественной жизни Азербайджана. Член КПСС с 1947 года.
С 1970 года — пенсионер союзного значения.